# Mitu (zoologia)
Mitu R.Lesson, 1831 è un genere di uccelli galliformi della famiglia Cracidae.

## Tassonomia
Il genere comprende le seguenti specie:
- Mitu tomentosum (von Spix, 1825) - hocco senzacresta
- Mitu salvini Reinhardt, 1879 - hocco di Salvin
- Mitu tuberosum (von Spix, 1825) - hocco becco a rasoio
- Mitu mitu (Linnaeus, 1766) - hocco di Alagoas  estinto in natura